# Never Gonna Let You Go (canção de Faith Evans)
"Never Gonna Let You Go" é uma canção da cantora americana Faith Evans. Foi escrita por Babyface e Damon Thomas para seu segundo álbum de estúdio, "Keep the Faith" de 1998. A música passou uma semana com a posição #1 no EUA Hot R&B/Hip-Hop Songs. O vídeo da música foi filmado juntamente com "Love Is Blind" de Eve. Em 2008, a cantora Park Bom gravou um cover da canção para se promover como trainee da gravadora YG Entertainment.

## Produção
- Faith Evans: Principal e fundos Vocais
- Babyface: compositor, produtor, teclados, tambor de programação, vocais de fundo
- Damon Thomas: Compositor, Produtor, teclados, programação de bateria
- Ricky Lawson: Bateria (Tons)
- Michael Thompson: Guitarra
- Nathan East: Baixo
- Greg Phillinganes: Piano
- Kenya Ivey, Tavia Ivey: vocais de fundo
- Jon Gass: Mixer
- E'lyk: Assistente Mixer
- Paul Boutin: Engenheiro de gravação

## Charts
| Chart                                        | Melhor posição |
| -------------------------------------------- | -------------- |
| Estados Unidos (Billboard R&B/Hip-Hop Songs) | 1              |
| Estados Unidos (Billboard Hot 100)           | 17             |